# آیوانهو (فیلم ۱۹۸۲)
آیوانهو (انگلیسی: Ivanhoe) نام یک فیلم تلویزیونیِ بریتانیایی به کارگردانی داگلاس کمفیلد است که در سال ۱۹۸۲ منتشر شد.
این تله‌فیلم بر پایهٔ رمان آیوانهو اثرِ والتر اسکات ساخته شد و فیلم‌نامه‌اش را جان گِی نوشت. 
موسیقی متن این فیلم تلویزیونی در سال ۱۹۸۲ میلادی، نامزد دریافت جایزه امی شد.

## بازیگران
- آنتونی اندروز در نقش «ویلفرد، اهل آیوانهو»
- جیمز میسون در نقش «آیزاک»
- سم نیل در نقش «برایان دِ بوآ-گیلبرت»
- مایکل هوردرن در نقش «سدریک سکستون»
- الیویا هاسی در نقش «ربه‌کا»
- لایست آنتونی در نقش «رُوینا»
- جولیان گلاور در نقش «ریچارد یکم (ریشارد شیردل)»
- مایکل گاتارد در نقش «اَتلستین»
- تونی هِی‌گارث در نقش «پدر تاک»
- جرج اینس در نقش «وامبا»
- فیلیپ لوک در نقش «استاد بزرگ»
- رانلد پیکاپ در نقش «پرنس جان»
- جان ریس-دیویس در نقش «فرانت دی باف»
- دیوید راب در نقش «رابین هود»
- استوارت ویلسون در نقش «موریس»
- جان هَـلَم در نقش «هرالد»